# Associazione Calcio Venezia 1971-1972
Questa voce raccoglie le informazioni riguardanti l'Associazione Calcio Venezia nelle competizioni ufficiali della stagione 1971-1972.

## Rosa
| N. |                   | Ruolo | Calciatore         |
| -- | ----------------- | ----- | ------------------ |
|    | Italia (bandiera) | D     | Mario Ardizzon     |
|    | Italia (bandiera) | A     | Alessio Badari     |
|    | Italia (bandiera) | A     | Roberto Bellinazzi |
|    | Italia (bandiera) |       | Bernardi           |
|    | Italia (bandiera) | C     | Bruno Bianchi      |
|    | Italia (bandiera) | C     | Giovanni Cattai    |
|    | Italia (bandiera) | A     | Paolo Ciclitira    |
|    | Italia (bandiera) |       | Fattor             |
|    | Italia (bandiera) | P     | Livio Fornasiero   |
|    | Italia (bandiera) | D     | Antonio Kuk        |
|    | Italia (bandiera) | C     | Dante Maiani       |

| N. |                   | Ruolo | Calciatore           |
| -- | ----------------- | ----- | -------------------- |
|    | Italia (bandiera) |       | Manfrin              |
|    | Italia (bandiera) | A     | Giovanni Ridolfi     |
|    | Italia (bandiera) | C     | Franco Ronchi        |
|    | Italia (bandiera) | C     | Vittorino Rossi      |
|    | Italia (bandiera) | D     | Sandro Santarello    |
|    | Italia (bandiera) | C     | Nello Scarpa         |
|    | Italia (bandiera) | P     | Eros Seda            |
|    | Italia (bandiera) | P     | Roberto Terreni      |
|    | Italia (bandiera) | A     | Stefano Trevisanello |
|    | Italia (bandiera) |       | Vianello             |
|    | Italia (bandiera) | D     | Roberto Zanon        |